# Вознесеновка (Ивнянский район)
Вознесеновка — село в Ивнянском районе Белгородской области России, административный центр Вознесеновского сельского поселения.

## География
Вознесеновка расположена в северной части Ивнянского района. Село вытянуто с северо-запада на юго-восток. Вознесеновка находится в лесостепной зоне, на берегу реки Солотина. Расположена к северо-востоку от райцентра Ивни в 6 километрах. Через село проходит автодорога регионального значения 14К-11 («Крым» — Ивня — Ракитное). В 4-х километрах от села проходит автомобильная трасса европейского маршрута Е-105.

## История
Первое упоминание о селе Вознесеновка в архиве документов относится к 1789 году, году постройки церкви Вознесенской.
По итогам переписи 1862 года в селе Вознесеновском (Устимовка) было 775 жителей, православная церковь и конный завод. В 1912 году при селе Вознесенском открыта церковно-приходская школа.
В 1917 году в селе была установлена советская власть, в 1918 году образован комитет бедноты.
В 1929—1930 годах в селе проходила коллективизация. В 1936 году на территории села был образован сельский Совет.
В ноябре 1941 году в село пришли немецкие войска. В селе во время оккупации действовало подполье. В годы войны на территории Вознесеновского сельского поселения погиб лётчик, Герой Советского Союза А. К. Горовец. 20 февраля 1943 года село было освобождено.
В 1984 году началась газификация села, были построены новые дома. 16 февраля 1985 года в Вознесеновке открыт Дом культуры «Радуга».

## Население
К 1932 году население Вознесеновки выросло до 1218 человек. В 1979 году в Вознесеновке проживало 629 человек, через десятилетие — 780 (мужчин — 354, женщин — 426).
| 2002 | 2010 |
| ---- | ---- |
| 934  | ↘916 |